# Camilla Hammerich
Camilla Hammerich, född 1 oktober 1963, är en dansk TV-producent och skådespelare. Hammerich är främst känd för rollen som den vuxna Regitze Varnæs i dramaserien Matador. Hon är dotter till författaren Paul Hammerich och syster till filmregissören Rumle Hammerich. Camilla Hammerich har varit gift med musikern Jacob Binzer och har tre barn med honom.

## Filmografi i urval
- 1981 – Matador (TV-serie) (skådespelare)
- 1991 – I sanningens tjänst (TV-serie) (assisterande producent 6 avsnitt)
- 2000–2002 – Hotellet (TV-serie) (exekutiv producent 46 avsnitt, producent 2 avsnitt)
- 2003 – Försvarsadvokaterna (TV-serie) (exekutiv producent 6 avsnitt)
- 2003 – Jesus & Josefine (TV-serie) (exekutiv producent 24 avsnitt)
- 2010–2013 – Borgen (TV-serie) (exekutiv producent 24 avsnitt, producent 7 avsnitt)
- 2017–2018 – Herrens vägar (TV-serie) (producent 20 avsnitt)